# Peña Santa
Peña Santa és un cim del massís occidental dels Picos de Europa, a Astúries, al conceyu de Cangues d'Onís, parròquia de Covadonga, sent el lloc on les muntanyes arriben a la seva màxima alçada, amb una altitud de 2.596 metres sobre el nivell de la mar. El seu nom evoca la fantasiosa batalla de Covadonga, i ha estat agafat per diverses institucions i entitats asturianes.